# Aufstand in Boston 1689

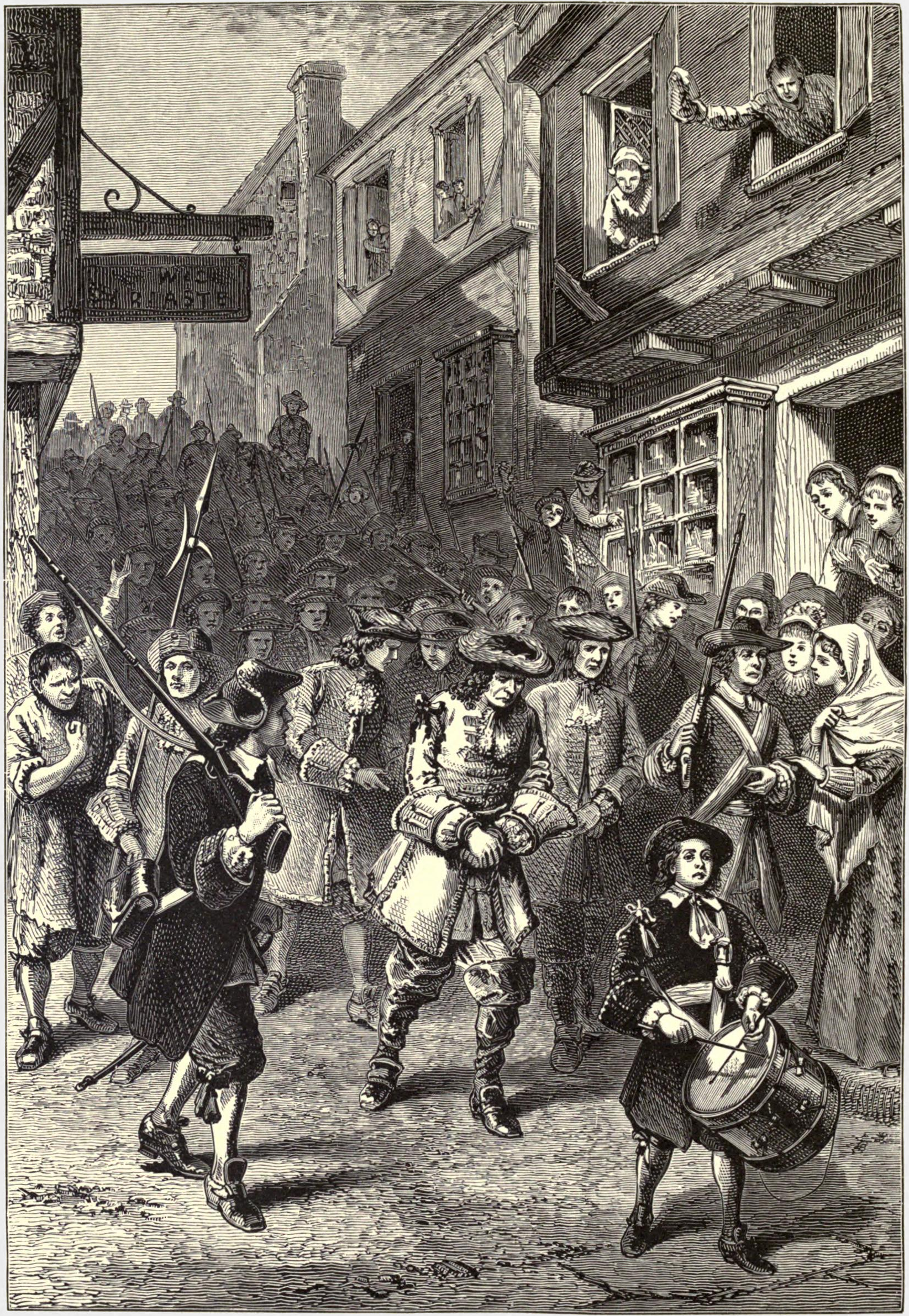
Die Verhaftung von Gouverneur Andros während des Aufstands in einer romantisierenden Darstellung des 19. Jahrhunderts

Der Aufstand in Boston 1689 begann am 18. April 1689 in Boston und richtete sich gegen die Herrschaft des Gouverneurs des Dominion of New England Sir Edmund Andros. In der Stadt bildete sich ein gut organisierter Mob aus Milizen der Provinz und zivilen Bürgern, der offizielle Vertreter des Dominion ebenso wie Mitglieder der Church of England verhaftete, von denen die Puritaner glaubten, dass sie mit den Dominion-Anhängern sympathisierten. Während des Aufstands kam es auf keiner der beiden Seiten zu Verlusten. Die Anführer der ehemaligen Massachusetts Bay Colony übernahmen anschließend wieder die Kontrolle der Regierung, und auch in den anderen Kolonien wurden die alten Verwaltungsstrukturen wiederhergestellt.
Der 1686 zum Gouverneur des Dominion ernannte Andros hatte sich die Feindschaft der örtlichen Bevölkerung insbesondere durch die Umsetzung der restriktiven Navigationsakten zugezogen, aber auch durch die Erklärung der Unwirksamkeit bestehender Grundstücksrechte, der Einschränkung von Gemeindeversammlungen und die Ernennung unbeliebter Offiziere der kolonialen Milizen. Zudem hatte er die Puritaner in Boston wütend gemacht, indem er die Church of England unterstützte.

## Hintergrund

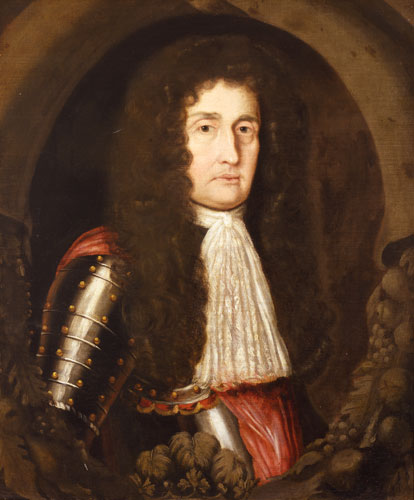
Porträt von Gouverneur Edmund Andros, angefertigt von Mary Beale

In den frühen 1680er Jahren begann der englische König Karl II. mit der Reorganisation der Kolonien in Neuengland. 1684 wurde die Charta der Massachusetts Bay Colony widerrufen, nachdem sich ihre puritanischen Anführer Reformen verweigert hatten, die eine Verschlankung der Verwaltungsstrukturen und eine engere Kontrolle durch die britische Krone vorsahen. Karl II. starb jedoch 1685, und sein Nachfolger, der römisch-katholische Jakob II., führte den Prozess der Neuorganisation fort, der in der Gründung des Dominion of New England seinen Abschluss fand.
1686 wurde der ehemalige Gouverneur der Province of New York Sir Edmund Andros zum Gouverneur des Dominion ernannt. Dieses bestand zunächst aus den Gebieten der ehemaligen Kolonien Massachusetts, Plymouth, Connecticut, New Hampshire und Rhode Island. 1688 wurde das Dominion auf New York sowie East und West Jersey ausgeweitet.
Andros war in Neuengland extrem unbeliebt, da er lokale Repräsentanten ablehnte, auf Basis der alten Charta ausgestellte Landbesitzurkunden für ungültig erklärte, Gemeindeversammlungen einschränkte und in den Gebieten der Puritaner die Church of England einführte. Er setzte ebenso die Navigationsakten durch, die bestimmte bestehende Geschäftsmethoden des Handels in Neuengland für illegal erklärten. Die in Boston stationierten königlichen Streitkräfte wurden oft von ihren Offizieren schlecht behandelt, die den Gouverneur unterstützten und entweder der anglikanischen oder der römisch-katholischen Kirche angehörten.
Unterdessen wurde in England Jakob II. zunehmend unbeliebt, da er die ihm eigentlich wohlgesinnten Tories mit seinen Versuchen, englische Gesetze über Religionsfragen weniger streng zu fassen, gegen ihn aufbrachte. 1687 veröffentlichte er die Declaration of Indulgence, mit der er einen gewissen Grad an Religionsfreiheit für Katholiken garantierte, wogegen die Anglikanische Kirche protestierte. Jakob erhöhte zudem die Macht der regulären Armee, was von vielen Parlamentariern als Angriff auf ihre Autorität gesehen wurde, und platzierte Katholiken an wichtigen militärischen Positionen. Er versuchte darüber hinaus, Sympathisanten in das Parlament zu bringen, von denen er sich die Aufhebung der Testakte erhoffte, die einen strengen anglikanischen Religionstest für die meisten zivilen Angestellten vorschrieb. Mit der Geburt seines Sohnes und potenziellen Nachfolgers James Francis Edward Stuart im Juni 1688 legten einige Whigs und Tories ihre politischen Differenzen auf Eis, um im Rahmen einer gemeinsamen Aktion Jakob II. durch seinen protestantischen Schwiegersohn Wilhelm III. zu ersetzen. Der holländische Prinz, der Jakob immer wieder erfolglos gebeten hatte, seine Politik zu überdenken, stimmte einer Invasion zu, und im Rahmen der im November und Dezember 1688 folgenden, nahezu ohne Blutvergießen durchgeführten Glorious Revolution wurden Wilhelm III. und Maria II. als gemeinsame Regenten eingesetzt.
Die religiösen Führer in Massachusetts – insbesondere Cotton und Increase Mather – waren mit Andros sehr unzufrieden und forcierten Streitigkeiten, um den Hof in London zu beeinflussen. Nachdem König Jakob im Mai 1687 die Declaration of Indulgence veröffentlicht hatte, die in England weitgehende Religionsfreiheit garantierte, schrieb Increase Mather einen Brief an den König, in dem er ihm für die neuen Gesetze dankte. Zugleich empfahl er seinen Vertrauten, dem König ebenfalls ihre Dankbarkeit zu zeigen, um an Einfluss zu gewinnen. Zehn Pfarrer folgten dieser Empfehlung und entschieden, Mather nach England zu schicken, um eine Entscheidung gegen Andros herbeizuführen. Obwohl Edward Randolph durch Anschuldigungen und Verhaftungen wiederholt versuchte, ihn davon abzuhalten, gelangte Mather im April 1688 heimlich auf ein Schiff in Richtung England. Er wurde gemeinsam mit weiteren Personen aus Massachusetts von König Jakob wohlwollend empfangen, der im Oktober 1688 versprach, dass er sich um die Sorgen der Kolonien kümmern werde. Dazu kam es jedoch aufgrund der ausbrechenden Revolution nicht mehr.
Die Gesandten aus Massachusetts reichten daraufhin eine Petition bei den neuen Herrschern und dem Board of Trade ein, in der sie die Wiedereinsetzung der alten Charta von Massachusetts forderten. Mather überzeugte darüber hinaus das Board of Trade, die Benachrichtigung von Andros über die Revolution hinauszuzögern. Er hatte bereits einen vor der Revolution vorbereiteten Brief an den ehemaligen Kolonialgouverneur Simon Bradstreet abgesendet, in dem er diesen darüber informierte, dass die Charta illegalerweise annulliert worden war und dass die Kolonisten „auf Veränderungen vorbereitet werden sollten“. Gerüchte über die Revolution erreichten die Kolonie jedoch bereits vor den offiziellen Nachrichten. Der Bostoner Kaufmann John Nelson, der eine prominente Rolle während der Revolution spielte, schrieb über die Ereignisse im späten März einen Brief, aufgrund dessen sich die religiösen Anführer von Massachusetts umgehend mit anderen gegen Andros eingestellten Politikern trafen.
Andros erhielt die ersten Warnungen über die anstehende Revolution, als er in Pemaquid (heute Bristol) die Errichtung neuer Befestigungsanlagen zum Schutz der Siedler vor Angriffen der Franzosen und Indianer beaufsichtigte. Im frühen Januar 1688/1689 erhielt er einen Brief von Jakob II., in dem dieser die militärische Aufrüstung der Holländer beschrieb. Am 31. Dezember 1687jul. / 10. Januar 1688greg. gab er eine Proklamation heraus, in der er vor protestantischer Agitation warnte und einen Aufstand gegen das Dominion unter Strafe stellte.
Die von Andros in Maine angeführten Streitkräfte bestanden aus Briten sowie Milizen aus Massachusetts und Maine. Die Anführer der Milizen sorgten für eine harte Disziplin, was sie von den Soldaten distanzierte. Alarmiert durch die Treffen der Opposition in Boston und aufgrund von inoffiziellen Nachrichten über die Revolution kehrte Andros Mitte März nach Boston zurück. Aufgrund wilder Gerüchte, dass Andros sie als Teil eines sogenannten papistischen Plans nach Maine gebracht habe, meuterten die dortigen Milizen, und diejenigen aus Massachusetts machten sich auf den Heimweg. Als Anfang April eine Kopie der Verlautbarung der Revolution Boston erreichte, ließ Andros den Überbringer verhaften. Dessen Nachricht wurde dennoch weitergeleitet und führte zu neuem Mut bei den Einwohnern. Andros schrieb am 16. April an seinen Befehlshaber in Pemaquid, dass „es ein fortwährendes Gemurmel unter den Leuten gibt, die davon überzeugt sind, ihre alte Charta wiederzuerlangen“, während er die zurückkehrenden Deserteure verhaften und zurück nach Maine schicken ließ. Die Bedrohung der Gefangennahme durch die eigenen kolonialen Milizen erhöhte die Spannungen zwischen den Einwohnern von Boston und der Regierung des Dominion weiter.

## Aufstand in Boston

### Ablauf des Geschehens

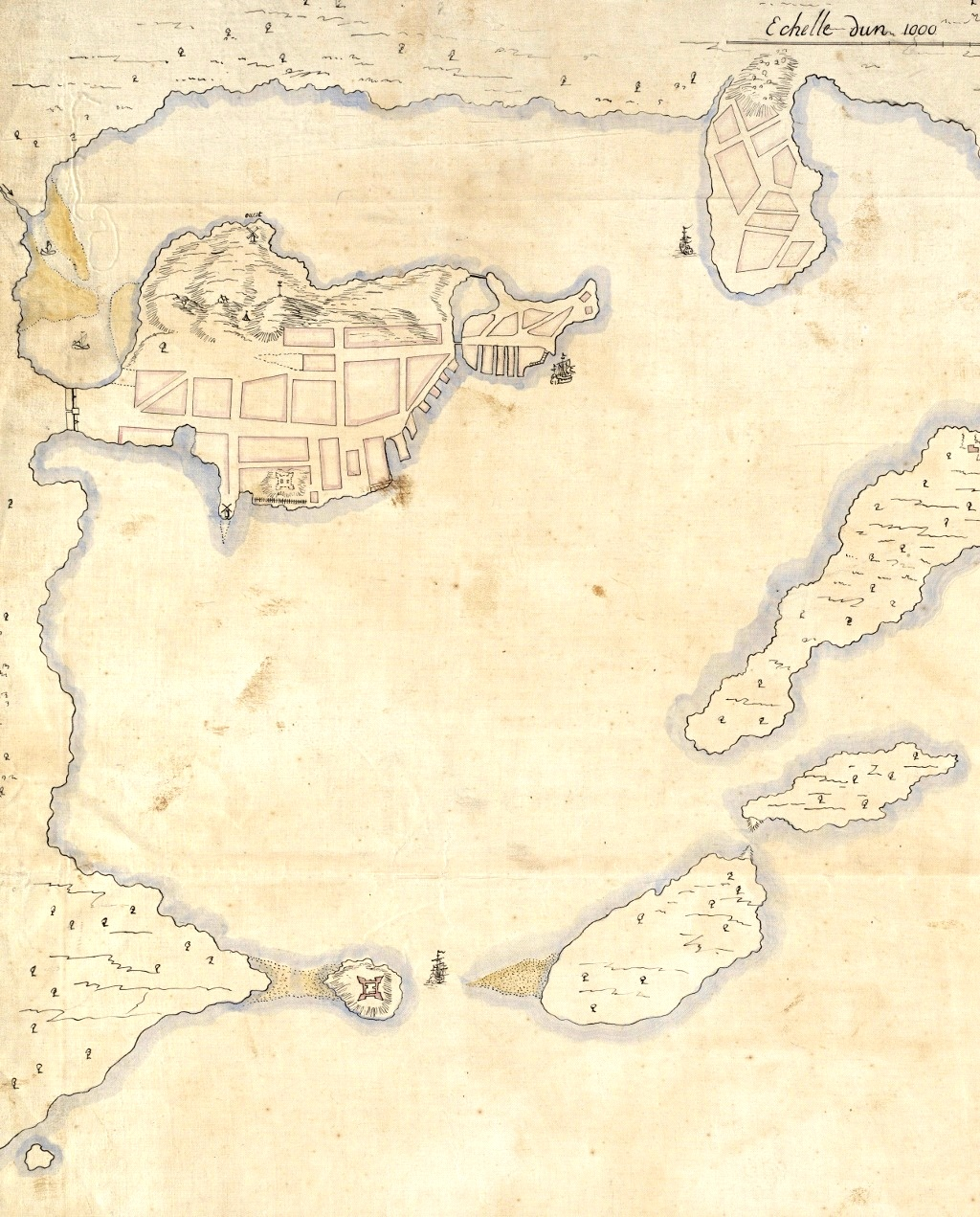
In diesem Kartenausschnitt aus dem Jahr 1692 befinden sich die Bostoner Halbinsel oben links, Charlestown im oberen Bereich und Castle Island unten links. Unterhalb der Bostoner Halbinsel ist das heute nicht mehr existente Fort Mary eingezeichnet.

Gegen 5 Uhr morgens am 18. April 1689 begannen sich Milizen in Charlestown auf der anderen Seite des Charles River sowie in Roxbury am anderen Ende des Boston Neck zu versammeln. Etwa um 8 Uhr begannen die Truppen in Charlestown mit dem Übersetzen per Boot, während die Milizen in Roxbury den Neck entlang und in die Stadt marschierten. Gleichzeitig verschafften sich Mitglieder der Ancient and Honorable Artillery Company of Massachusetts Zugang zu den Wohnhäusern der Trommler der Regimente und beschlagnahmten deren Ausrüstung. Die Milizen zogen einen stetig wachsenden Mob an. Sie versammelten sich gegen 8:30 Uhr und begannen damit, die Anführer des Dominion und die Befehlshaber der Regimenter zu verhaften. Schließlich umstellten sie das Fort Mary, in dem Andros untergebracht war.
Zu den ersten, die verhaftet wurden, gehörte der Kapitän der HMS Rose John George. Das Schiff war zwischen 9 und 10 Uhr eingelaufen und wurde bereits von einem Zug von Milizen und dem Zimmermann des Schiffs erwartet, der sich den Rebellen angeschlossen hatte. Als der Kapitän einen Haftbefehl zu sehen wünschte, zogen die Milizen ihre Schwerter und nahmen ihn in Gewahrsam. Gegen 10 Uhr war bereits ein Großteil der Zielpersonen verhaftet worden oder nach Castle Island bzw. anderen befestigten Außenposten geflohen. Die Anglikaner in Boston, darunter ein Kirchenvorsteher und ein Apotheker, wurden ebenfalls verhaftet. Kurz vor Mittag wurde auf dem Beacon Hill eine orangefarbene Flagge gehisst, die weiteren 1500 Milizen ein Signal gab, die Stadt zu betreten. Diese versammelten sich auf dem Marktplatz, wo eine Erklärung verlesen wurde, in der die Initiatoren der Aktion „den noblen Sturz des Prince of Orange“ unterstützten und zu einem Aufstand aufriefen, da ein „grauenvoller papistischer Plan“ aufgedeckt worden sei.
Die alte Kolonialführung von Massachusetts, angeführt vom ehemaligen Gouverneur Simon Bradstreet, rief den amtierenden Gouverneur Andros zu seiner eigenen Sicherheit zum Rücktritt auf und wies in diesem Zusammenhang auf den Mob in der Stadt hin, von dem sie behaupteten, dass sie „von dessen Vorbereitung überhaupt nichts wussten“. Andros verweigerte jedoch seinen Rücktritt und versuchte stattdessen, auf die HMS Rose zu fliehen. Doch das Beiboot, das die Rose schickte, wurde von den Milizen abgefangen, so dass Andros sich zu einem Rückzug nach Fort Mary gezwungen sah. Nach Verhandlungen stimmte Andros zu, das Fort zu verlassen, um mit dem Rat der Rebellen zu verhandeln. Nachdem ihm sicheres Geleit zugesagt worden war, wurde er unter Bewachung zum Stadthaus gebracht, wo der Rat zusammengetreten war. Dort wurde er darüber informiert, dass der Rat die Regierungsgeschäfte in die eigene Hand nehmen werde und er unter Arrest gestellt sei. Er wurde zum Wohnhaus von John Usher gebracht und dort eng überwacht.
Die HMS Rose und das Fort William auf Castle Island verweigerten die unmittelbare Kapitulation. Am 19. April kam es jedoch zu einer Meuterei unter den Protestanten auf dem Schiff, als der Mannschaft mitgeteilt wurde, dass der Kapitän nach Frankreich segeln wolle, um sich dem im Exil befindlichen Jakob II. anzuschließen. Die Takelage des Schiffs wurde entfernt, und als die Truppen im Fort dieses sahen, gaben sie auf.

### Ausgang des Aufstands

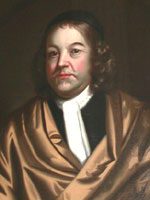
Der Gouverneur von Massachusetts Simon Bradstreet

Nach der Kapitulation des Fort Mary wurde Andros dorthin gebracht, wo er gemeinsam mit Joseph Dudley und weiteren Dominion-Vertretern bis zum 7. Juni festgehalten wurde, um dann nach Castle Island verlegt zu werden. Eine weit verbreitete Geschichte besagt, dass er während dieser Zeit versuchte, als Frau verkleidet zu entkommen. Der in Boston tätige anglikanische Pfarrer Robert Ratcliff trat diesen Aussagen entgegen, indem er diese Geschichte sowie weitere Gerüchte als haltlose Lügen bezeichnete, mit denen der Hass gegen den Gouverneur geschürt werden solle. Andros gelang allerdings tatsächlich am 2. August ein Ausbruch von Castle Island, nachdem sein Diener die Wachen mit Alkohol bestochen hatte. Er schaffte es, nach Rhode Island zu entkommen, wurde dort jedoch erneut gefasst und anschließend in Einzelhaft genommen. Er wurde gemeinsam mit weiteren Personen für zehn Monate gefangengehalten, bevor sie für ihre Gerichtsverhandlung nach England transportiert wurden. Die Vertreter von Massachusetts in London weigerten sich jedoch, die Anschuldigungen gegen Andros zu unterzeichnen, so dass er freigesprochen und aus der Haft entlassen wurde. Später diente er als Gouverneur der Province of Virginia und der Province of Maryland.

### Auflösung des Dominion
Mit dem Eintreffen der Nachricht über den Sturz von Andros stellten die ehemaligen Kolonien ihre vor der Einführung des Dominion bestehenden Verwaltungsstrukturen wieder her und setzten ihre ehemaligen Führungskräfte wieder ein. Plymouth, Rhode Island und Connecticut nahmen ihre Regierungsgeschäfte unter ihrer jeweiligen alten Charta auf, und auch Massachusetts richtete sich nach seiner ehemaligen, jedoch vor Gründung des Dominion formal korrekt für ungültig erklärten Charta. New Hampshire besaß zeitweise keine formale Regierung und wurde während dieser Zeit vom Gouverneur in Massachusetts Simon Bradstreet mitverwaltet.
Während seiner Gefangenschaft konnte Andros eine Bitte um Unterstützung an seinen Vizegouverneur Francis Nicholson in New York City senden. Diese erreichte Nicholson Mitte Mai, jedoch befanden sich zu diesem Zeitpunkt die meisten seiner Soldaten in Maine, und aufgrund steigender Spannungen in New York konnte er keine weiteren Männer entbehren. Nicholson selbst wurde im Zuge der von Jakob Leisler angeführten Leisler’s Rebellion gestürzt und floh nach England. Leisler regierte in New York bis 1691 und wurde durch Henry Sloughter ersetzt. Dieser stellte Leisler wegen Hochverrat vor Gericht, das ihn schuldig sprach und hinrichten ließ.
Nach dem Ende von Leislers Regierung und der Wiederaufnahme der Regierungsgeschäfte der alten Kolonialherren in Neuengland gab es in England kein Bestreben, das Dominion neu zu errichten. Nachdem die Gefangennahme von Andros bekannt geworden war, konzentrierte sich London auf Verhandlungen mit Massachusetts über die zurückgezogene Charta. Aus diesen Verhandlungen ging 1691 die Gründung der Province of Massachusetts Bay hervor, in der Massachusetts mit der chartalosen Plymouth Colony, Nantucket, Martha’s Vineyard, den Elizabeth Islands und Teilen von Maine vereinigt wurde.